# منتخبات آثار
منتخبات آثار کتابی از محمدضیا هشترودی است که در آن برگزیده‌ای از آثار نویسندگان و شاعران ایرانی آمده‌است. این کتاب را اولین برگزیدهٔ ادبیات معاصر ایران می‌دانند. نویسنده خصوصاً به آثار ادیب‌الممالک، اعتصام‌الملک، نیما یوشیج، دهخدا، پروین اعتصامی، جلال الممالک، ملک‌الشعرا بهار، وفا، دشتی، یاسمی و اقبال پرداخته‌است.

## نقد
محمدجعفر یاحقی در کتاب جویبار لحظه‌ها می‌نویسد:
در آن سالها مردی با ذوق و اهل نظر به نام محمدضیاء هشترودی کتابی به نام منتخبات آثار منتشر کرد. وی قسمت‌هایی از منظومهٔ رنگِ پریده» را با عنوان «دلهای خونین» به همراه چند قطعهٔ دیگر از اشعار نیما در این مجموعه آورد و در محافل ادبی آن روز شگفتی برانگیخت که انکارها و مخالفتهای زیادی به دنبال داشت.
صدرالدین الهی نقد مفصلی بر این کتاب نوشته‌است و آن را در نوع خود «یگانه و اولین» می‌داند.